# Oncy-sur-École
Oncy-sur-École  [ɔ̃si syʁ ekɔl] je francouzská obec v departementu Essonne v regionu Île-de-France. V obci se nachází kostel svatého Martina z Tours.

## Poloha
Obec Oncy-sur-École se nachází asi 53 km jihovýchodně od Paříže. Obklopují ji obce Milly-la-Forêt od západu po severovýchod, Noisy-sur-École na východě a jihovýchodě, Tousson na jihu a Buno-Bonnevaux na jihozápadě.

## Vývoj počtu obyvatel
Počet obyvatel